# Abdi Efendi
Abdi Efendi fou un historiador otomà del segle xviii, al servei dels soldans Mahmut I i Mustafà III, entre 1730 i 1764.
La seva obra, titulada Abdi Tarikhi o Tarikhi-i Sultan Mahmud Khan, narra la revolta de Patrona Khalil i els seus antecedents (1730-1731) i és una de les fonts principals per al coneixement d'aquest episodi.